# Putranjivaceae
Putranjivaceae is een botanische naam, voor een familie van tweezaadlobbige planten. Een familie onder deze naam wordt pas recentelijk erkend door systemen voor plantentaxonomie.
Zoals erkend door het APG-systeem (1998) en het APG II-systeem (2003) gaat het om een niet al te grote familie van circa tweehonderd soorten bomen en struiken, die voorkomen in de tropen.
Het Cronquist-systeem (1981) erkende deze familie niet en plaatste deze planten in de wolfsmelkfamilie (Euphorbiaceae).